# 神ひろし
神 ひろし（じん ひろし、1962年9月4日 - ）は、日本の政治家、元中京テレビ放送のアナウンサー。名古屋市議会議員（1期）。
本名：神 浩司（読み同じ）。青森県青森市出身。青森県立青森高等学校、茨城大学卒業。血液型B型。

## 来歴
大学卒業後、1986年に中京テレビにアナウンサーとして入社。入社以来、数多くの自社製作番組でスポーツ実況やキャスターなどを担当していたが、2007年6月18日付で報道局報道部へ異動した。後にアナウンス部の部長に就任した佐藤啓とは同い年だが、佐藤は他業種からの転職であるためアナウンサーとしてのキャリアは神の方が長かった。その後2017年まで報道部に異動していたので、現在は佐藤のキャリアが長くなっている。
報道部への異動後には記者となり、司法関係を主に担当していた。記者時代には、本名の「神浩司」名義で番組出演することがあったが、アナウンサー復帰後は再び「神ひろし」名義になっている。
それから10年後の2017年7月、同年6月の異動でアナウンス部に復帰した。異動は6月に行われたが、諸事情からアナウンス業務への完全移行はその1か月後となった。
2022年12月31日を以て定年退職したが、再雇用で2023年以降も番組出演を継続していたが、2023年2月28日で退職（自主退職）することが2月23日のストライク!で本人から発表され、この日が最後の出演となった。
退社後の2023年3月には政治団体「千種区に元気と夢を運ぶ会」を設立、同月31日告示・4月9日投開票の名古屋市議会議員選挙に千種区選挙区から無所属で立候補し、初当選した。

## 人物
2003年まで中京テレビ公式サイトに掲載されていたプロフィールによると、本人が小学6年生の頃にあった深夜放送のブームがアナウンサーを志すきっかけになったとのことである。そのため、中京テレビに入社した後もラジオ局のアナウンサーには羨ましさを感じていたという。

## 過去の担当番組
- 24時間テレビ 「愛は地球を救う」 中京テレビローカルパート
- ラジごめII金曜日の王様（告知・実況担当） - 神浩司名義で出演。
- Viva!サッカー → Viva!グランパス（キャスター・リポーター） - 神浩司名義で出演。
- 教児のおめざめワイド → おめざめワイド（ニュース担当・スポーツコーナー担当）
- 中京テレビニュースプラス1 （金曜「神ひろしの現場へGO!」担当・ナレーター）
- SPORTS STADIUM （リポーター）
- PS （ナレーター）[10]
- 特報!EXPOプレス（月曜メインキャスター）
- お助けマンマミーア! （スタジオレギュラー・リポーター）
- 中京テレビNEWSリアルタイム（リポーター・ナレーター）
- 経済アラカルト（ナレーター）[11]
- ストライク!（メインMC、2018年4月2日 - 2023年2月23日）
- キャッチ! （ナレーション）
- スポーツ中継